# Balignicourt
Balignicourt település Franciaországban, Aube megyében. Lakosainak száma 57 fő (2022. január 1.). Balignicourt Braux, Dampierre, Donnement, Pars-lès-Chavanges, Saint-Léger-sous-Margerie, Corbeil és Saint-Utin községekkel határos.

## Népesség
A település népességének változása:
| Lakosok száma | 153  | 111  | 93   | 85   | 73   | 66   | 61   | 60   | 59   | 57   |
|               | 1968 | 1982 | 1990 | 2006 | 2013 | 2015 | 2017 | 2019 | 2020 | 2022 |